# 朴光浩
朴 光浩（パク・クァンホ、朝鮮語: 박광호）は、朝鮮民主主義人民共和国の政治家。朝鮮労働党中央委員会政治局委員、党中央委員会副委員長、宣伝扇動部部長。朝鮮民主主義人民共和国国務委員会委員などを歴任。宣伝扇動分野の総責任者で、朝鮮労働党委員長金正恩の左腕と呼ばれる。

## 経歴
生年月日や出生地など詳しいことはわかっていないが、2019年時点で70代とされる。2012年に朝鮮労働党中央宣伝扇動部副部長に就任している。2017年10月7日に開かれた、朝鮮労働党中央委員会第7期第2回総会で、党中央委員会政治局委員、党中央委員会副委員長、宣伝扇動部部長に補選された。2018年3月25日に、習近平党総書記との首脳会談の為、訪中した金正恩党委員長に随行した。同年4月11日に開かれた、最高人民会議第13期第6回会議で、朝鮮民主主義人民共和国国務委員会委員に選出された。同年12月にはアメリカ財務省から人権侵害に関与したとして制裁対象に指定された。2019年4月11日に開かれた、最高人民会議第14期第1回会議では国務委員に選出されなかった。
2019年12月28日から31日にかけて開かれた、朝鮮労働党中央委員会第7期第5回総会で党中央委員会副委員長職を解任された。

## 参考サイト
- 북한정보포털